# Lestrimelitta chamelensis
Lestrimelitta chamelensis är en biart som beskrevs av Ayala 1999. Lestrimelitta chamelensis ingår i släktet Lestrimelitta och familjen långtungebin. Inga underarter finns listade i Catalogue of Life.